# Engalba

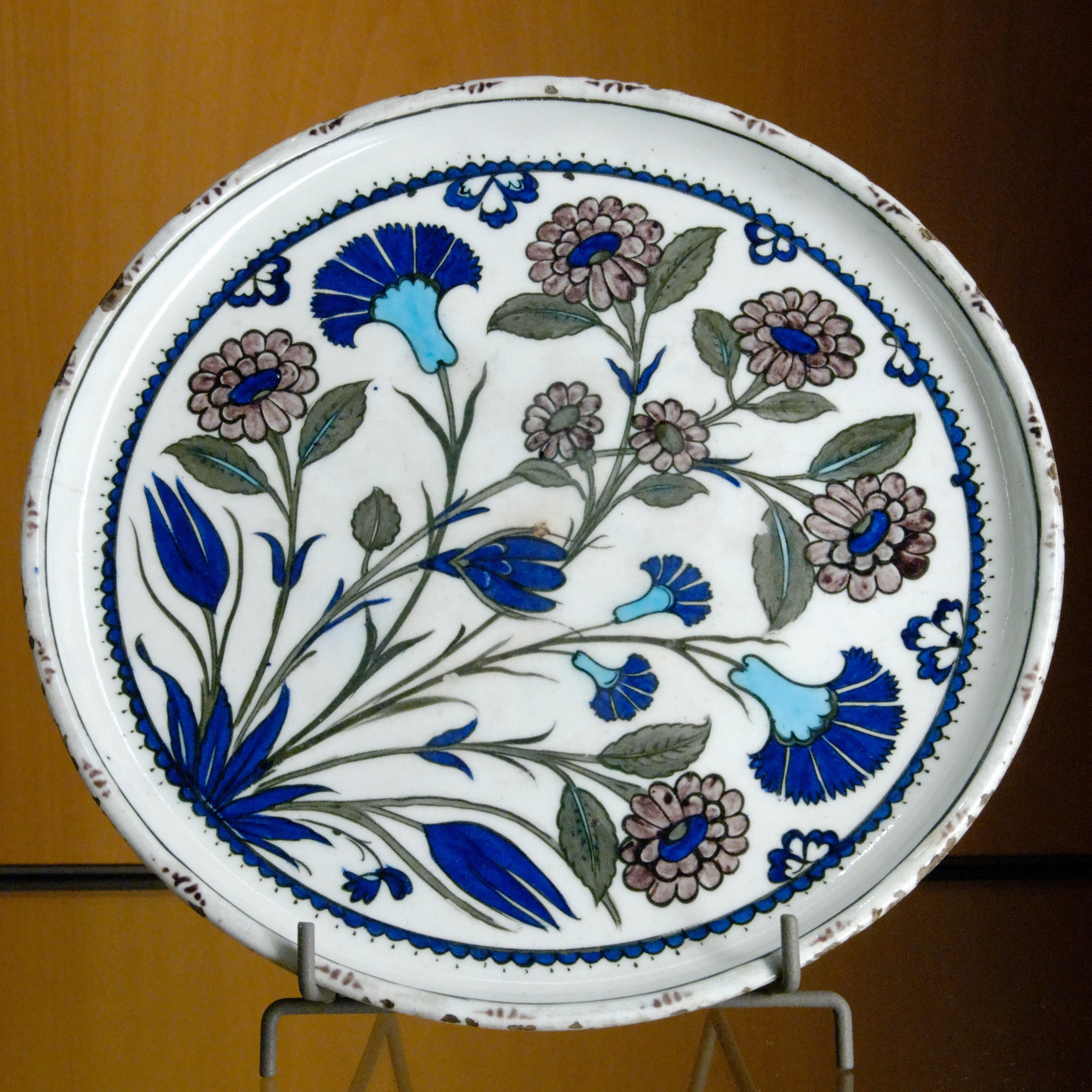
Palca Iznik (Turquia) del amb una decoració floral pintada sobre engalba.

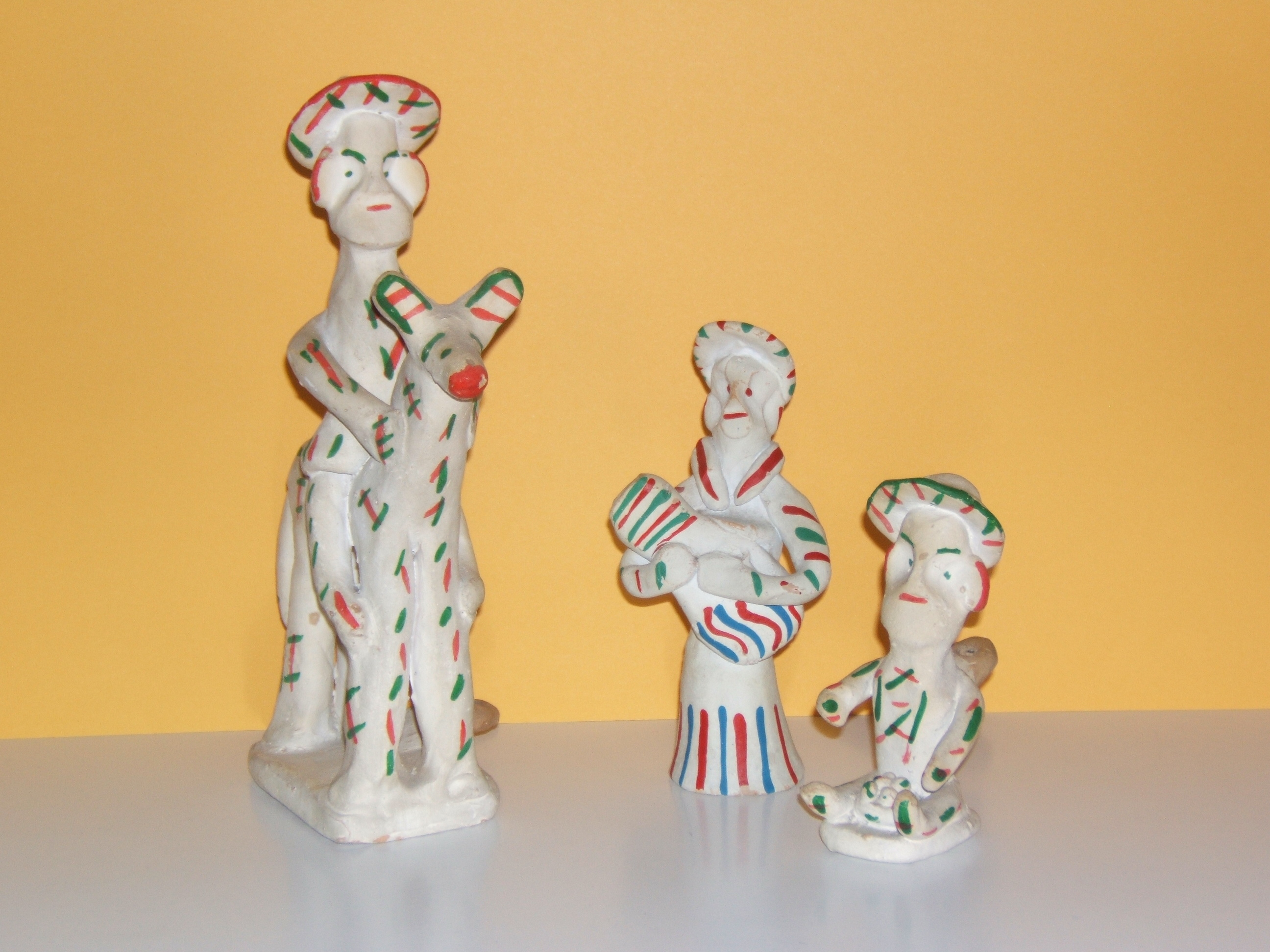
Siurells de les illes Balears d'argila amb engalba blanca i decoració en vermell, blau i verd.

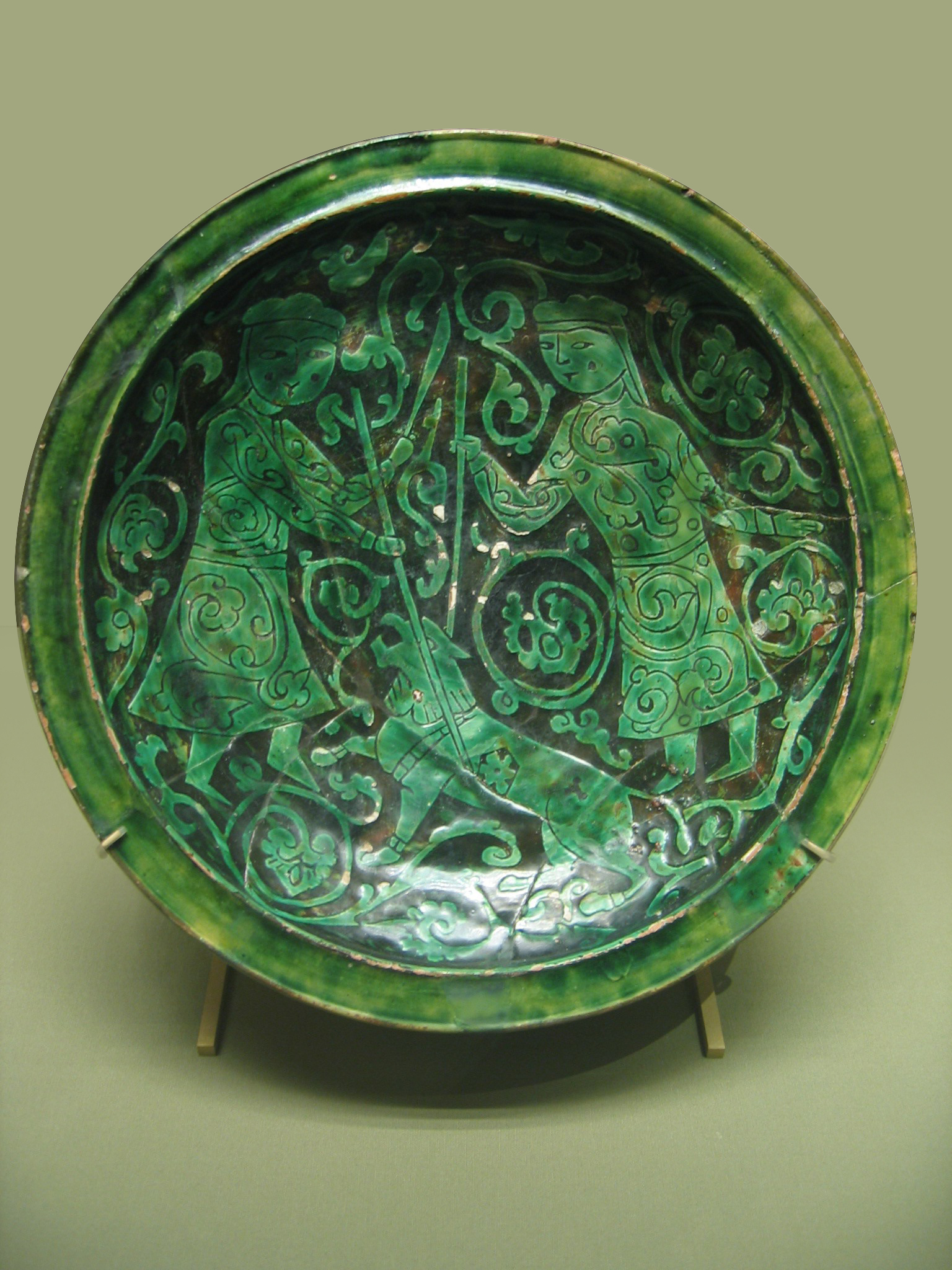
Ceràmica dels segles XII-XIII de l'Iran, gravat sobre l'engalba i esmalt de color. Museu del Louvre.

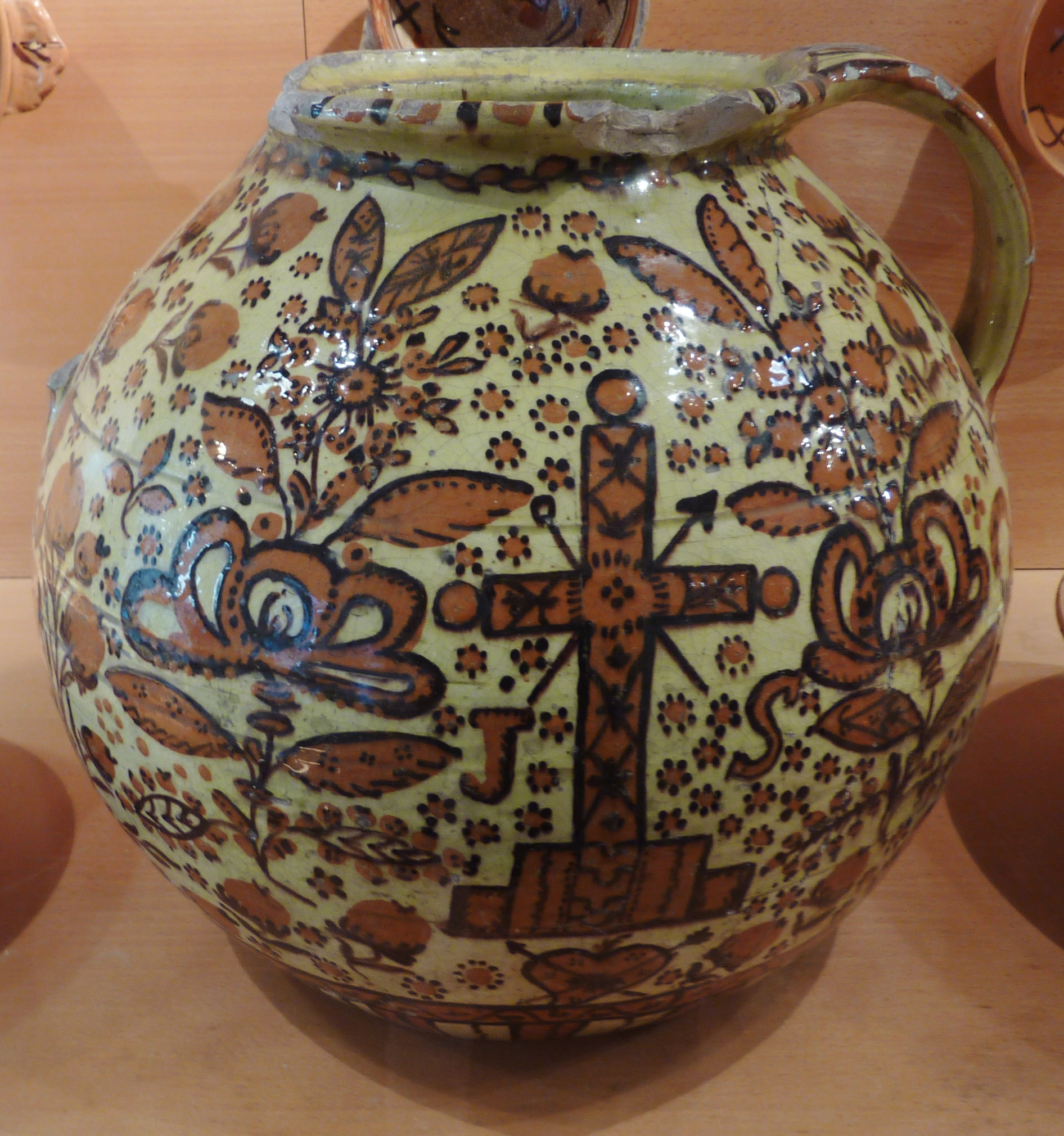
Atuell amb engalba de finals del. Museu de Quimper (França).

En la fabricació de ceràmiques, l'engalba és una tècnica de decoració que fa servir dues argiles de colors diferents. La primera capa està feta d'una primera argila que serveix de fons i de suport, la segona capa - l'engalba - és molt més fina i permet de realitzar un dibuix. Aquesta segona capa pot ser mesclada amb 1% a 10% de pigments colorats (òxids). Es pot afegir a l'engalba un desflocant que permet que el contingut aquós sigui mínim, la qual cosa disminueix el seu encongiment. La superposició dels colors es fa abans de coure la peça final.

## Diferència amb un esmalt
L'engalba es diferencia d'un esmalt per la seva proporció d'argila: l'engalba conté molta més argila que l'esmalt, i, igual que l'argila pot ser vitrificada.

## Fabricació
L'engalba pot utilitzar-se en forma decorativa a la superfície de l'objecte d'argila quan està quasi sec. La seva aplicació es fa pel medi de l'esquitxat, el pintat a pinzell o la immersió. Serveix per decorar les pastes crues i fresques amb colors diferents.
L'aplicació d'argila depurada en estat molt líquid, va ser utilitzada àmpliament en diversos temps i cultures. Al segle VII aC. a la ceràmica grega, a la qual s'afegia àlcali obtenint una engalba de partícules molt fines i que s'aplicava abans de la primera cocció. Al segle i aC, la ceràmica romana a l'anomenada terra sigillata la cobrien amb engalba al principi de color negre i posteriorment acolorida en vermell, amb resultats que es poden apreciar a les seves vaixelles i a les lluernes.
Diversos treballs arqueològics han rastrejat el coneixement i aplicació d'aquesta tècnica; així, per exemple, en jaciments de la Hispània romana dels segles II i I aC. A partir del segle x a Europa es va utilitzar majoritàriament l'aplicació de l'engalba blanca sobre les peces realitzades amb argila vermella; a molts bols apareixen dibuixos esgrafiats que es realitzaven sobre l'engalba amb eines que ratllaven línies fines o d'altres que podien treure parts més àmplies deixant part del dibuix final al color fosc. Algunes ceràmiques també van ser decorades amb color verd i marró sota el vernís vítric final.
En zones de l'est de Pèrsia, entre els segles IX al XII, es van realitzar ceràmiques de diversos tipus, entre la que va ressaltar l'elaborada a la ciutat de Samarcanda. Els ceramistes d'aquestes zones, al no aconseguir fer la vaixella daurada, van crear les seves belles peces amb l'aportació de la decoració del fons en blanc amb pigments colorants mesclats amb argila fina i blanca. Aquesta engalba col·locada sobre fang vermell es decorava amb pigments de color en ornamentacions islàmiques de cal·ligrafia cúfica, normalment col·locada prop del caire dels plats o bols. Posteriorment van deixar a la vista grans zones blanques que contrastaven amb les decoracions amb les quals van anar cobrint la superfície de les peces amb dibuixos d'animals, flors o geomètrics. L'esgrafiat sobre l'engalba va ser una altra de les tècniques emprades, on deixaven les superfícies amb fons negre; de vegades el vidrat era incolor o verd i l'esgrafiat realitzat amb línies molt fines.
Les engalbes s'han continuat fent servir a través dels temps. Una de les ceràmiques més destacades realitzades amb ells, és la de Staffordshire al segle xvii, un dels centres més importants d'Anglaterra. Els atuells eren principalment per a ús domèstic com ara fonts, plats o gerres i van ser efectuades amb argila vermella i decoracions amb engalbes d'altres colors. La fàbrica de la família Tolf d'aquesta mateixa ciutat, va assolir gran èxit amb els seus grans plats de fins a 30 cm, que després de posar-li una capa d'engalba blanca per al fons, se li afegien d'altres noves engalbes en diversos colors per a la seva decoració final.

## Composició
La barbotina pot emprar-se com a engalba, però en general no a la inversa. Per regla general s'anomena engalba a la barbotina acolorida amb un òxid u o pigment colorant. La barbotina líquida amb la qual es prepara l'engalba de color, no sempre ha d'ésser igual a la seva composició química a la del suport (peça on s'aplica). Encara que un dels avantatges en treballar igual composició química a l'engalba i el suport, és assegurar que la decoració, per exemple, no s'esclofolli per diferències de contracció.
A una peça utilitària després de ser bescuitada, l'aplicació prèvia d'engalbes a la seva superfície no la fa impermeable, per la qual cosa, si l'objecte és un estri contenidor de líquid, una gerra per exemple, la mateixa ha de ser banyada amb un esmalt en el seu interior i també s'ha d'esmaltar per damunt de l'engalba. En aplicar esmalt sobre una engalba, la coloració pot patir modificacions, si és una engalba amb òxid de coure s'obté una tonalitat tirant a marró, però si s'aplica un esmalt transparent, el seu color canviarà a verd intens, sense prendre en compte les modificacions pel que fa a la qualitat de la peça en si.